# Circonscription de Tembaro
La circonscription de Tembaro est une des 121 circonscriptions législatives de l'État fédéré des nations, nationalités et peuples du Sud, elle se situe dans la Zone Kembata Alaba et Tembaro. Son représentant actuel est Tekele Tessema Baramo.